# Benge (Washington)

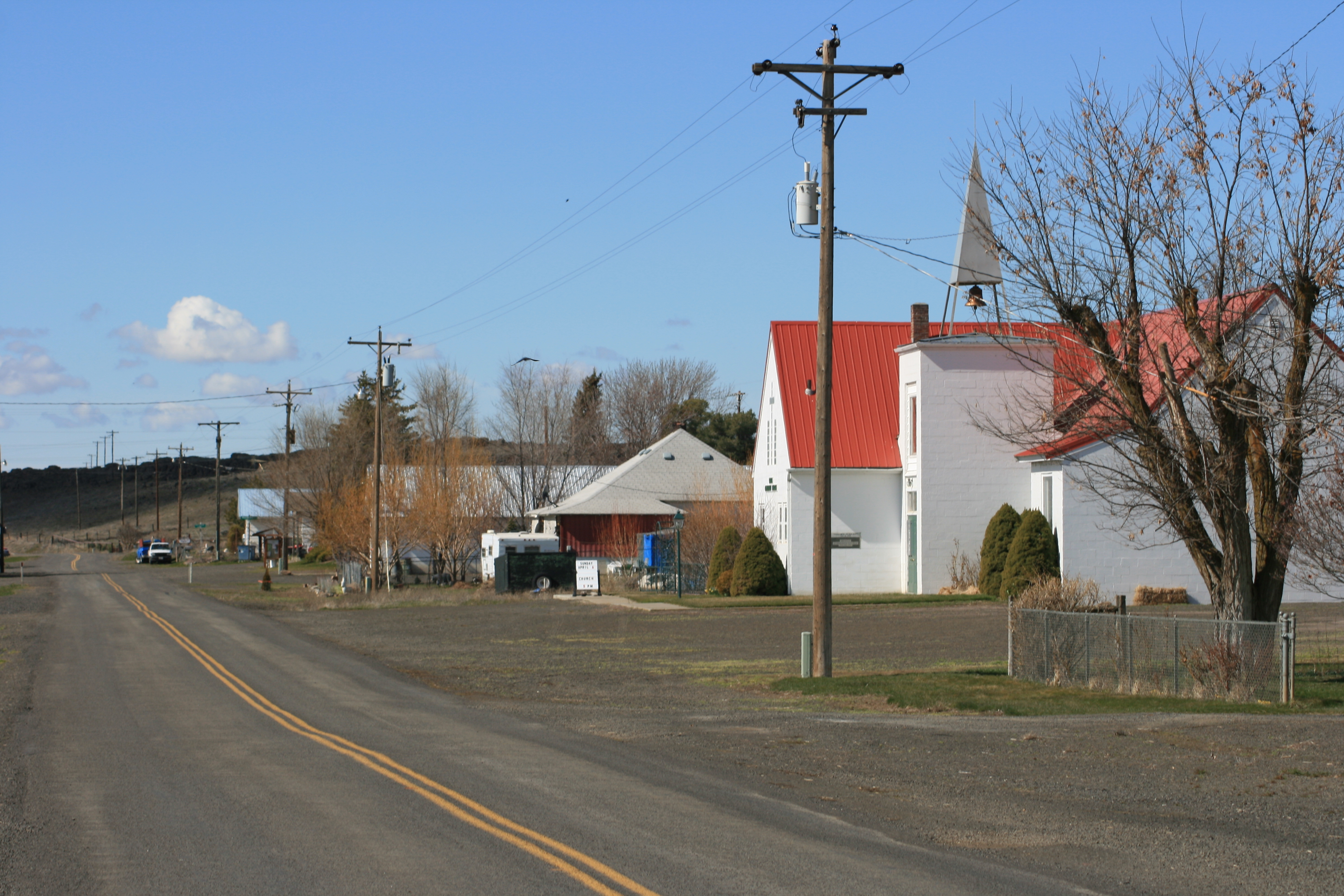
Benge Hauptstraße von Osten aus gesehen

Benge ist eine nicht rechtsfähige Gemeinde im Adams County, Washington (USA). Da der Ort nicht von der US-Volkszählung erfasst wird, ist keine Bevölkerungsschätzung verfügbar. Benge hat die Postleitzahl 99105. Der Ort  wird vom Benge School District geleitet, und in der Ortsmitte  von Benge befindet sich die Benge Elementary School.
Bei der Volkszählung im Jahr  2000 hatte der Ort 57 Einwohner mit 33 Wohneinheiten. Das mittlere Haushaltseinkommen lag bei 37.500 USD.

## Geschichte
Die Mullan Military Road, die 1859 von Lieutenant John Mullan gegründet wurde, verband den oberen schiffbaren Missouri River mit dem Columbia River. Diese 624 Meilen lange Straße, die durch den späteren Ort Benge führte, wurde 1862 für 280.000 US-Dollar fertiggestellt. Der Straßenabschnitt von Benge wurde am 22. Mai 1861 fertiggestellt. Die Wagenspuren waren im Jahr 2008 im Nordosten des Ortes auf dem Gelände der First Benge School noch immer sichtbar. Obwohl die Straße als Militärstraße erbaut wurde, wurde sie von Zivilisten sowohl für Reisende als auch für den Güterverkehr verwendet, bis die Northern Pacific Railroad im Jahr 1883 fertiggestellt wurde.
Der Ort ist nach Frank H. Benge benannt, der im Jahr 1904 das Adams County in der Legislative des Bundesstaates vertrat. Benge und seine Frau spendeten das Land, wo am 13. Mai 1907 der Grundstein für den Ort gelegt wurde.
Frank und Mary Crouch Benge und ihre Töchter kamen 1892 in das Adams County. Sie lebten 15 Jahre lang am jetzigen Standort Benge, bis am Standort ihrer Ranch die Spokane,  Portland and Seattle Railway  (SPS)  gebaut werden sollte.
Sie bekamen 5000 Dollar für den Umzug. Die Benge's bauten ein 11-Zimmer Haus, wobei der Felsen eines nahegelegenen Gleisschnitt ausgegraben werden musste. Das Haus wurde zur Pension und diente einige Jahre als Gemeindezentrum.
Koordinaten: 46° 55′ N, 118° 6′ W